# زمین‌لرزه پرتغال
زمین‌لرزه پرتغال ممکن است به یکی از موارد زیر اشاره داشته باشد:
- زمین‌لرزه ۱۹۶۹ پرتغال
- زمین‌لرزه ۱۹۰۹ پرتغال
- زمین‌لرزه ۱۹۹۸ پرتغال